# Olexandr Chernetsky
Olexandr Stepanovych Chernetsky –en ucraniano, Олександр Степанович Чернецький– (Dolyna, 17 de febrero de 1984) es un deportista ucraniano que compite en lucha grecorromana. Ganó una medalla de bronce en el Campeonato Mundial de Lucha de 2015 y dos medallas en el Campeonato Europeo de Lucha, plata en 2016 y bronce en 2006.

## Palmarés internacional
| Campeonato Mundial | Campeonato Mundial         | Campeonato Mundial | Campeonato Mundial |
| Año                | Lugar                      | Medalla            | Categoría          |
| ------------------ | -------------------------- | ------------------ | ------------------ |
| 2015               | Las Vegas (Estados Unidos) | Medalla de bronce  | 130 kg             |
| Campeonato Europeo |                            |                    |                    |
| Año                | Lugar                      | Medalla            | Categoría          |
| 2006               | Moscú (Rusia)              | Medalla de bronce  | 120 kg             |
| 2016               | Riga (Letonia)             | Medalla de plata   | 130 kg             |